# Ida Vivado
Ida Vivado Orsini (Tacna, 1908 o 1913-23 de octubre de 1989) fue una pianista, compositora y docente chilena. Fue la primera mujer presidenta de la Asociación Nacional de Compositores (ANC).

## Biografía
Nació en la comuna de Tacna, cuando aquella ciudad estaba bajo administración chilena. El año de su nacimiento varía según las fuentes, ya que algunas indican que fue 1908 y otras 1913. Ingresó al Conservatorio Nacional de Música en Santiago de Chile, donde estudió piano bajo las enseñanzas de Elcira Castrillón y Alberto Spikin. También estudió composición con los profesores Domingo Santa Cruz, Salvador Candiani y Fré Focke.
Tras graduarse en 1942 se dedicó a la docencia. Fue profesora de piano en el Conservatorio Nacional entre 1947 y 1988. Como parte de su labor formativa, compuso la obra Estudios para piano. Entre 1981 y 1987 fue presidenta de la Asociación Nacional de Compositores (ANC), la primera mujer en desempeñar ese cargo.
En sus composiciones desarrolló un estilo tonal y formal, influida por Santa Cruz, y dodecafónico, inspirada por Focke. Sus obras también incorporaron elementos estilizados del folclore chileno. Su primera composición fue Tres voces y una canción (1949), con texto de Alberto Spikin. Tras su estreno, donde el canto estuvo a cargo de  Elba Fuentes y el piano de Hugo Fernández, la pieza fue premiada en los Festivales de Música Chilena de la Universidad de Chile. Una de sus obras más destacadas fue Picaresca, una composición para voz y orquesta, la que fue estrenada en 1984 con la Orquesta Sinfónica Nacional de Chile, bajo la dirección de Víctor Tevah.
Estuvo casada con el pintor Marco Bontá, con quien vivió durante 23 años. Vivado falleció el 23 de octubre de 1989 por una dolencia cardiaca.